# Liste der Stolpersteine in Bad Wildungen
Die Liste der Stolpersteine in Bad Wildungen enthält Stolpersteine, die im Rahmen des gleichnamigen Kunst-Projekts von Gunter Demnig in Bad Wildungen seit dem Jahr 2006 verlegt wurden. Mit mittlerweile mehr als 100 Steinen sowie einer Stolperschwelle soll an die Opfer des Nationalsozialismus erinnert werden, die in Bad Wildungen lebten und wirkten.

## Stolperschwelle
Am 1. Februar 2023 verlegte Gunter Demnig eine erste Stolperschwelle am Bahnhof Bad Wildungen zur Erinnerung an die Deportation Wildunger jüdischer Familien.
| Schwelle     | |
| Verlegedatum | 1. Feb. 2023 |
| Inschrift    | 15. November 1939 --- von hier aus die letzten 34 Bad Wildunger Juden werden nach Kassel abgeschoben die Stadt soll 'judenfrei' sein um das Luftwaffenhauptquartier zu errichten. 29 von ihnen werden weiterdeportiert Auschwitz, Buchenwald, Riga, Salaspils Sobibor, Theresienstadt, Treblinka, Zamosc nur zwei überlebten die Shoa . |
| Ort          | Bahnhof Bad Wildungen / |

## Liste der Stolpersteine
| Adresse                      | Name                   | Inschrift | Verlegedatum  | Bild | Anmerkung |
| ---------------------------- | ---------------------- | --- | ------------- | --- | --------- |
| Am Eselspfad 3 ·             | David Katz             | Hier wohnte David Katz Jg. 1875 deportiert Theresienstadt befreit                                                                         | 3. März 2007  | |           |
| Am Eselspfad 3 ·             | Sara Katz              | Hier wohnte Sara Katz geb. Meier Jg. 1874 deportiert 1942 Theresienstadt ermordet in Treblinka                                            | 3. März 2007  | |           |
| Bahnhofstraße 3 ·            | Willy Buchheim         | Hier wohnte Willy Buchheim Jg. 1887 'Schutzhaft’ 1938 Buchenwald Flucht 1939 Bolivien                                                     | 4. Sep. 2014  | |           |
| Bahnhofstraße 3 ·            | Rosa Buchheim          | Hier wohnte Rosa Buchheim geb. Oppenheim Jg. 1892 Flucht 1939 Bolivien                                                                    | 4. Sep. 2014  | |           |
| Bahnhofstraße 3 ·            | Siegfried Buchheim     | Hier wohnte Siegfried Buchheim Jg. 1920 'Schutzhaft’ 1938 Buchenwald Flucht 1939 Bolivien                                                 | 4. Sep. 2014  | |           |
| Bahnhofstraße 3 ·            | Gerd Buchheim          | Hier wohnte Gerd Buchheim Jg. 1926 'Schutzhaft’ 1938 Buchenwald Flucht 1939 Bolivien                                                      | 4. Sep. 2014  | |           |
| Bahnhofstraße 3 ·            | Pauline Oppenheim      | Hier wohnte Pauline Oppenheim geb. Lorge Jg. 1862 deportiert 1941 Schicksal unbekannt                                                     | …             | |           |
| Bahnhofstraße 3 ·            | Josef Oppenheim        | Hier wohnte Josef Oppenheim Jg. 1895 eingewiesen Jacoby'sche Anstalt Bendorf-Sayn deportiert 1942 Transit-Ghetto Izbica ermordet          | …             | |           |
| Bahnhofstraße 3 ·            | Hess Oppenheim         | Hier wohnte Hess Oppenheim Jg. 1878 'Schutzhaft’ 1938 Buchenwald deportiert 1941 Riga ermordet                                            | …             | |           |
| Bahnhofstraße 8 ·            | Johanna Katz           | Hier wohnte Johanna Katz geb. Leopold Jg. 1886 deportiert 1941 Riga ermordet                                                              | …             | |           |
| Bahnhofstraße 9 ·            | David Katz             | Hier wohnte David Katz Jg. 1873 deportiert 1942 Theresienstadt ermordet 25.11.1942                                                        | 8. Juni 2022  | |           |
| Brunnenallee 7 ·             | Leibisch Epelbaum      | Hier wohnte Leibisch Epelbaum Jg. 1893 gedemütigt/entrechtet Flucht Schweiz überlebt                                                      | …             | |           |
| Brunnenallee 7 ·             | Sonja Epelbaum         | Hier wohnte Sonja Epelbaum Jg. 1922 gedemütigt/entrechtet Flucht Schweiz überlebt                                                         | …             | |           |
| Brunnenallee 7 ·             | Felix Epelbaum         | Hier wohnte Felix Epelbaum Jg. 1929 gedemütigt/entrechtet Flucht Schweiz überlebt                                                         | …             | |           |
| Brunnenallee 7 ·             | Itta Epelbaum          | Hier wohnte Itta Epelbaum geb. Beermann Jg. 1898 gedemütigt/entrechtet Flucht Schweiz überlebt                                            | …             | |           |
| Brunnenallee 20a ·           | Jakob Berentz          | Hier wohnte Jakob Berentz Jg. 1885 'Schutzhaft' 1938 Buchenwald unfreiwillig verzogen 1939 Kassel 1942 Zwangsarbeit befreit               | …             | |           |
| Brunnenallee 20a ·           | Josephine Berentz      | Hier wohnte Josephine Berentz geb. Horst Jg. 1882 unfreiwillig verzogen 1939 Kassel ausgegrenzt/drangsaliert überlebt                     | …             | |           |
| Brunnenallee 23 ·            | Babette Wasservogel    | Hier wohnte Babette Wasservogel geb. Fürstenheim Jg. 1867 deportiert 1942 Theresienstadt ermordet in Treblinka                            | 3. März 2007  | |           |
| Brunnenallee 23 ·            | Siegfried Wasservogel  | Hier wohnte Siegfried Wasservogel Jg. 1864 gedemütigt/entrechtet tot 24.3.1942                                                            | 2. Okt. 2020  | |           |
| Brunnenallee 29 ·            | Werner Baruch          | Hier wohnte Werner Baruch Jg. 1911 'Schutzhaft' 1938 Buchenwald Flucht 1939 Palästina                                                     | 2. Okt. 2020  | |           |
| Brunnenallee 29 ·            | Guido Willinger        | Hier wohnte Guido Willinger Jg. 1908 deportiert 1943 Sobibor ermordet                                                                     | …             | |           |
| Brunnenallee 29 ·            | Edith Helene Willinger | Hier wohnte Edith Helene Willinger geb. Rothschild Jg. 1909 Umzug Holland interniert Westerbork deportiert 1943 Sobibor ermordet 2.7.1943 | 27. Sep. 2018 | |           |
| Brunnenallee 29 ·            | Berthold Baruch        | Hier wohnte Berthold Baruch Jg. 1877 deportiert 1941 ermordet 1942 in Riga                                                                | 16. Nov. 2006 | |           |
| Brunnenallee 29 ·            | Paula Baruch           | Hier wohnte Paula Baruch geb. Rothschild Jg. 1881 deportiert 1941 ermordet in Riga                                                        | 16. Nov. 2006 | |           |
| Brunnenallee 29 ·            | Ferdinand Baruch       | Hier wohnte Ferdinand Baruch Jg. 1871 Flucht in den Tod 27.3.1942                                                                         | 16. Nov. 2006 | |           |
| Brunnenallee 29 ·            | Rosalie Bachmann       | Hier wohnte Rosalie Bachmann geb. Baruch Jg. 1880 deportiert 1942 Theresienstadt ermordet in Auschwitz                                    | 16. Nov. 2006 | |           |
| Brunnenfeldstraße 1 ·        | Margarethe Kaufmann    | Hier wohnte Margarethe Kaufmann geb. Wolff Jg. 1876 deportiert 1942 Theresienstadt ermordet 19.12.1943                                    | 3. März 2007  | |           |
| Brunnenstraße 13a ·          | Rieka Jungheim         | Hier wohnte Rieka Jungheim Jg. 1891 deportiert 1942 Izbica ermordet                                                                       | 3. März 2007  | |           |
| Brunnenstraße 13a ·          | Erna Tromp             | Hier wohnte Erna Tromp geb. Goldschmidt Jg. 1913 dep 1942 Auschwitz ermordet                                                              | 3. März 2007  | |           |
| Brunnenstraße 13a ·          | Dr. Arthur Flörsheim   | Hier wohnte Dr. Arthur Flörsheim Jg. 1890 deportiert 1941 Minsk ermordet                                                                  | 3. März 2007  | |           |
| Brunnenstraße 13a ·          | Manfred Flörsheim      | Hier wohnte Manfred Flörsheim Jg. 1903 deportiert 1941 Minsk ermordet                                                                     | 3. März 2007  | |           |
| Brunnenstraße 13a ·          | Sabine Isaak           | Hier wohnte Sabine Isaak geb. Flörsheim Jg. 1897 deportiert 1941 Łodz ermordet                                                            | 3. März 2007  | |           |
| Brunnenstraße 13a ·          | Gisela Flörsheim       | Hier wohnte Gisela Flörsheim Jg. 1890 deportiert 1941 Riga ermordet                                                                       | 3. März 2007  | |           |
| Brunnenstraße 13a ·          | Felix Baruch           | Hier wohnte Felix Baruch Jg. 1886 deportiert 1941 Riga ermordet Main 1942 Salaspils                                                       | 3. März 2007  | |           |
| Brunnenstraße 13a ·          | Klara Baruch           | Hier wohnte Klara Baruch geb. Flörsheim Jg. 1894 deportiert 1941 Riga ermordet                                                            | 3. März 2007  | |           |
| Brunnenstraße 13a ·          | Ruth Baruch            | Hier wohnte Ruth Baruch Jg. 1930 deportiert 1941 Riga KZ Kaiserwald ermordet                                                              | 3. März 2007  | |           |
| Brunnenstraße 13a ·          | Rosa Jungheim          | Hier wohnte Rosa Jungheim Jg. 1898 unfreiwillig verzogen 1939 Kassel deportiert 1941 Riga ermordet                                        |               | |           |
| Brunnenstraße 13a ·          | Settchen Löwenstern    | Hier wohnte Settchen Löwenstern Jg. 1850 unfreiwillig verzogen 1939 Kassel deportiert 1942 ermordet im besetzten Polen                    |               | |           |
| Brunnenstraße 20 ·           | Max Hammerschlag       | Hier wohnte Max Hammerschlag Jg. 1899 deportiert 1942 Theresienstadt Auschwitz ermordet 20.3.1945 in Buchenwald                           | 16. Nov. 2006 | |           |
| Brunnenstraße 20 ·           | Edgar Hammerschlag     | Hier wohnte Edgar Hammerschlag Jg. 1922 deportiert 1942 Theresienstadt ermordet in Auschwitz                                              | 16. Nov. 2006 | |           |
| Brunnenstraße 20 ·           | Selma Hammerschlag     | Hier wohnte Selma Hammerschlag geb. Katz Jg. 1898 deportiert 1942 Theresienstadt befreit 1945                                             | 16. Nov. 2006 | |           |
| Brunnenstraße 20 ·           | Edith Ronsheim         | Hier wohnte Edith Ronsheim Jg. 1921 deportiert 1942 nach Polen ???                                                                        | 16. Nov. 2006 | |           |
| Brunnenstraße 22 ·           | Adolf Hammerschlag     | Hier wohnte Adolf Hammerschlag Jg. 1856 deportiert 1942 Theresienstadt ermordet 8.10.1942                                                 | 16. Nov. 2006 | |           |
| Brunnenstraße 22 ·           | Hermann Hammerschlag   | Hier wohnte Hermann Hammerschlag Jg. 1894 deportiert 1942 Theresienstadt ermordet in Auschwitz                                            | 16. Nov. 2006 | |           |
| Brunnenstraße 22 ·           | Inge Hammerschlag      | Hier wohnte Inge Hammerschlag Jg. 1931 deportiert 1942 ermordet in Auschwitz                                                              | 16. Nov. 2006 | |           |
| Brunnenstraße 22 ·           | Irene Hammerschlag     | Hier wohnte Irene Hammerschlag geb. Vöhl Jg. 1903 deportiert 1942 ermordet in Auschwitz                                                   | 16. Nov. 2006 | |           |
| Brunnenstraße 22 ·           | Dora Vöhl              | Hier wohnte Dora Vöhl geb. Neu Jg. 1880 Flucht 1939 Belgien interniert Mechelen deportiert 1942 ermordet in Auschwitz                     |               | |           |
| Brunnenstraße 26 ·           | Meta Hammerschlag      | Hier wohnte Meta Hammerschlag Jg. 1901 deportiert 1942 Theresienstadt befreit                                                             | …             | |           |
| Brunnenstraße 36 ·           | Sidonie Meyer          | Hier wohnte Sidonie Meyer geb. Hirsch Jg. 1907 deportiert 1942 Auschwitz ermordet                                                         | 3. März 2007  | |           |
| Brunnenstraße 36 ·           | Hertha Amalie Frank    | Hier wohnte Hertha Amalie Frank geb. Hirsch Jg. 1903 deportiert 1942 Auschwitz ermordet                                                   | 3. März 2007  | |           |
| Brunnenstraße 36 ·           | Helene Berger          | Hier wohnte Helene Berger geb. Bachrach Jg. 1870 deportiert 1942 Riga ermordet 2.11.1943                                                  | 3. März 2007  | |           |
| Brunnenstraße 53 ·           | Jonas Hecht            | Hier wohnte Jonas Hecht Jg. 1873 deportiert 1941 Kaunas ermordet 25.11.1941                                                               | …             | |           |
| Brunnenstraße 53 ·           | Henriette Hecht        | Hier wohnte Henriette Hecht geb. Stiefel Jg. 1891 deportiert 1941 Kaunas ermordet 25.11.1941                                              | …             | |           |
| Brunnenstraße 53 ·           | Elias Godlewsky        | Hier wohnte Elias Godlewsky Jg. 1880 'Schutzhaft’ 1938 Buchenwald Flucht 1939 England                                                     | 27. Sep. 2018 | |           |
| Brunnenstraße 53 ·           | Lucie Godlewsky        | Hier wohnte Lucie Godlewsky geb. Gordon Jg. 1885 Flucht 1939 England                                                                      | 27. Sep. 2018 | |           |
| Brunnenstraße 61 ·           | Helene Külsheimer      | Hier wohnte Helene Külsheimer deportiert 1942 Theresienstadt tot 17.11.1942                                                               | …             | |           |
| Dr. Born-Straße 11 ·         | Werner Goldberg        | Hier wohnte Werner Goldberg Jg. 1904 Flucht Belgien interniert Saint Cyprien mit Hilfe überlebt                                           | 29. Mai 2019  | |           |
| Fritz-Appel-Straße 8 ·       | Salomon Buchheim       | Hier wohnte Salomon Buchheim Jg. 1884 verhaftet Buchenwald ermordet                                                                       | …             | |           |
| Fritz-Appel-Straße 8 ·       | Hildegard Bachenheimer | Hier wohnte Hildegard Bachenheimer Jg. 1921 deportiert 1942 Lublin ermordet in Sobibor                                                    | …             | |           |
| Fritz-Appel-Straße 8 ·       | Henriette Weil         | Hier wohnte Henriette Weil Jg. 1919 mit Hilfe Flucht 1937 USA                                                                             | …             | |           |
| Hinterstraße 51 ·            | Aron Stern             | Hier wohnte Aron Stern Jg. 1872 'Schutzhaft’ 1938 Buchenwald ermordet 18.11.1938                                                          | 27. Sep. 2018 | |           |
| Hinterstraße 51 ·            | Max Katz               | Hier wohnte Max Katz Jg. 1900 deportiert 1941 ermordet in Riga                                                                            | 20. Okt. 2012 | |           |
| Hinterstraße 51 ·            | Salomon Katz           | Hier wohnte Salomon Katz Jg. 1871 deportiert 1942 Theresienstadt ermordet in Treblinka                                                    | …             | |           |
| Hinterstraße 51 ·            | Betti Katz             | Hier wohnte Betti Katz geb. Plaut Jg. 1872 deportiert 1942 Theresienstadt ermordet in Treblinka                                           | …             | |           |
| Hinterstraße 51 ·            | Jakob Katz             | Hier wohnte Jakob Katz Jg. 1897 deportiert 1941 Riga ermordet 1942 in Salaspils                                                           | …             | |           |
| Hinterstraße 51 ·            | Ilse Katz              | Hier wohnte Ilse Katz Jg. 1930 deportiert 1941 ermordet in Riga                                                                           | …             | |           |
| Hinterstraße 51 ·            | Iwan Katz              | Hier wohnte Iwan Katz Jg. 1933 deportiert 1941 ermordet in Riga                                                                           | …             | |           |
| Hinterstraße 51 ·            | Selma Katz             | Hier wohnte Selma Katz geb. Mansbach Jg. 1905 deportiert 1941 ermordet in Riga                                                            | …             | |           |
| Hufelandstraße 3 ·           | Julie Schultheis       | Hier wohnte Julie Schultheis geb. Lang Jg. 1872 gedemütigt/entrechtet Flucht in den Tod 16.4.1939 Alsbach                                 | …             | |           |
| Hufelandstraße 12 ·          | Lina Krittenstein      | Hier wohnte Lina Krittenstein geb. Marx Jg. 1878 deportiert 1942 Theresienstadt ermordet 8.4.1943                                         | 3. März 2007  | |           |
| Kirchplatz 11 ·              | Salomon Levi           | Hier wohnte Salomon Levi Jg. 1868 deportiert 1942 Theresienstadt ermordet in Treblinka                                                    | 3. März 2007  | |           |
| Kirchplatz 11 ·              | Sara Levi              | Hier wohnte Sara Levi geb. Katz Jg. 1871 deportiert 1942 Theresienstadt ermordet in Treblinka                                             | …             | |           |
| Kornstraße 3 ·               | Leopold Marx           | Hier wohnte Leopold Marx Jg. 1877 deportiert 1941 Riga ermordet Nov. 1943 in Auschwitz                                                    | …             | |           |
| Kornstraße 3 ·               | Eva Marx               | Hier wohnte Eva Marx Jg. 1897 deportiert 1942 ermordet in Zamosk                                                                          | …             | |           |
| Kornstraße 3 ·               | Max Marx               | Hier wohnte Max Marx Jg. 1906 verhaftet 1938 ermordet 18.12.1938 in Buchenwald                                                            | …             | |           |
| Kornstraße 4 ·               | Isaak Samuel           | Hier wohnte Isaak Samuel Jg. 1876 deportiert 1941 Riga ermordet                                                                           | …             | |           |
| Kornstraße 4 ·               | Adolf Katz             | Hier wohnte Adolf Katz Jg. 1898 'Schutzhaft' 1938 Buchenwald unfreiwillig verzogen 1939 Kassel Flucht 1939 Palästina                      | …             | |           |
| Lindenstraße 1 ·             | Auguste Mannheimer     | Hier wohnte Auguste Mannheimer Jg. 1898 deportiert 1942 Lublin ermordet in Sobibor                                                        | …             | der Stolperstein für Auguste Mannheimer |           |
| Lindenstraße 3 ·             | Isidor Mannheimer      | Hier wohnte Isidor Mannheimer Jg. 1899 'Schutzhaft' 1938 Buchenwald unfreiwillig verzogen 1939 Kassel Flucht 1941 USA                     |               | der Stolperstein für Isidor Mannheimer |           |
| Lindenstraße 8 ·             | Jenny Wallach          | Hier wohnte Jenny Wallach Jg. 1857 deportiert 1942 Theresienstadt tot 10.10.1942                                                          | …             | |           |
| Lindenstraße 9 ·             | Leopold Leiser         | Hier wohnte Leopold Leiser Jg. 1876 deportiert 1941 ermordet in Riga                                                                      | …             | |           |
| Lindenstraße 9 ·             | Berta Leiser           | Hier wohnte Berta Leiser geb. Lion Jg. 1888 deportiert 1941 ermordet in Riga                                                              | …             | |           |
| Lindenstraße 9 ·             | Ruth-Eva Leiser        | Hier wohnte Ruth-Eva Leiser Jg. 1923 deportiert 1941 ermordet in Riga                                                                     | …             | |           |
| Lindenstraße 12 ·            | Isidor Mannheimer      | Hier wohnte Isidor Mannheimer Jg. 1885 deportiert 1941 Riga ermordet 26.3.1942                                                            | 3. März 2007  | |           |
| Lindenstraße 12 ·            | Lina Mannheimer        | Hier wohnte Lina Mannheimer geb. Lilienstein Jg. 1888 deportiert 1941 Riga befreit                                                        | 3. März 2007  | |           |
| Lindenstraße 12 ·            | Marga Mannheimer       | Hier wohnte Marga Mannheimer Jg. 1921 deportiert 1942 Riga ermordet 22.10.1942                                                            | 3. März 2007  | |           |
| Lindenstraße 12 ·            | Erika Mannheimer       | Hier wohnte Erika Mannheimer Jg. 1923 deportiert 1941 Riga befreit aus KZ Stutthof                                                        | 3. März 2007  | |           |
| Lindenstraße 12 ·            | Herbert Mannheimer     | Hier wohnte Herbert Mannheimer Jg. 1927 deportiert 1941 Riga KZ Kaiserwald ermordet                                                       | 3. März 2007  | |           |
| Lindenstraße 12 ·            | Lane Mannheimer        | Hier wohnte Lane Mannheimer Jg. 1938 deportiert 1942 Riga ermordet 22.10.1942                                                             | 20. Okt. 2012 | |           |
| Lindenstraße 14 ·            | Siegmund Ganss         | Hier wohnte Siegmund Ganss Jg. 1887 verhaftet 1941 Gefängnis Wolfenbüttel 1942 Dachau 'verlegt’ 22.1.1942 Hartheim ermordet 22.1.1942     | 29. Mai 2019  | |           |
| Lindenstraße 14 ·            | Leopold Rosenbusch     | Hier wohnte Leopold Rosenbusch Jg. 1886 Flucht 1934 USA                                                                                   | 13. Mai 2025  | |           |
| Lindenstraße 14 ·            | Selma Rosenbusch       | Hier wohnte Selma Rosenbusch Geb. Löwenstein Jg. 1893 Flucht 1934 USA                                                                     | 13. Mai 2025  | |           |
| Lindenstraße 14 ·            | Heinz Rosenbusch       | Hier wohnte Heinz Rosenbusch Jg. 1925 Flucht 1934 USA                                                                                     | 13. Mai 2025  | |           |
| Lindenstraße 14 ·            | Erich Jacob Rosenbusch | Hier wohnte Erich Jakob Rosenbusch Jg. 1929 Flucht 1934 USA                                                                               | 13. Mai 2025  | |           |
| Lindenstraße 16 ·            | Emil Hirsch            | Hier wohnte Emil Hirsch Jg. 1899 Flucht 1936 Kapstadt                                                                                     | …             | |           |
| Lindenstraße 16 ·            | Hulda Hirsch           | Hier wohnte Hulda Hirsch geb. Löwenstern Jg. 1876 Flucht 1936 Kapstadt                                                                    | …             | |           |
| Lindenstraße 16 ·            | Manfred Hirsch         | Hier wohnte Manfred Hirsch Jg. 1929 Flucht 1936 Kapstadt                                                                                  | …             | |           |
| Lindenstraße 16 ·            | Johanna Hirsch         | Hier wohnte Johanna Hirsch geb. Heilbronn Jg. 1905 Flucht 1936 Kapstadt                                                                   | …             | |           |
| Lindenstraße 20 ·            | Max Löwenstern         | Hier wohnte Max Löwenstern Jg. 1867 deportiert 1942 Theresienstadt ermordet in Treblinka                                                  | 3. März 2007  | |           |
| Lindenstraße 20 ·            | Ella Löwenstern        | Hier wohnte Ella Löwenstern Jg. 1905 deportiert 1942 Izbica ermordet in Sobibor                                                           | 3. März 2007  | |           |
| Lindenstraße 20 ·            | Rosa Löwenstern        | Hier wohnte Rosa Löwenstern geb. Samuel Jg. 1879 deportiert 1942 Theresienstadt ermordet in Treblinka                                     | 3. März 2007  | |           |
| Lindenstraße 25 ·            | Isaak Katz             | Hier wohnte Isaak Katz Jg. 1866 unfreiwillig verzogen 1939 Eisenach gedemütigt/entrechtet tot 23.6.1940                                   | 27. Sep. 2018 | |           |
| Lindenstraße 25 ·            | Friedel Rothschild     | Hier wohnte Friedel Rothschild Jg. 1902 deportiert 1942 Belzec ermordet                                                                   | …             | |           |
| Lindenstraße 25 ·            | Julius Katz            | Hier wohnte Julius Katz Jg. 1910 gedemütigt/entrechtet Flucht in den Tod 27.8.1939                                                        | 27. Sep. 2018 | |           |
| Lindenstraße 29 ·            | Rosel Grüneberg        | Hier wohnte Rosel Grüneberg geb. Oppenheimer Jg. 1892 deportiert 1942 Riga ermordet                                                       | …             | |           |
| Lindenstraße 29 ·            | Johanna Oppenheimer    | Hier wohnte Johanna Oppenheimer geb. Abt Jg. 1867 deportiert 1942 Theresienstadt ermordet 24.3.1943                                       | 29. Mai 2019  | |           |
| Neue Straße 5 ·              | Julius Baruch          | Hier wohnte Julius Baruch Jg. 1884 deportiert 1942 Theresienstadt 1944 Auschwitz ermordet                                                 | 8. Juni 2022  | |           |
| Neue Straße 5 ·              | Joseph Baruch          | Hier wohnte Joseph Baruch Jg. 1923 deportiert 1941 Litzmannstadt ermordet                                                                 | 8. Juni 2022  | |           |
| Neue Straße 5 ·              | Emilie Baruch          | Hier wohnte Emilie Baruch Jg. 1923 deportiert 1941 Litzmannstadt ermordet                                                                 | 8. Juni 2022  | |           |
| Poststraße 1 ·               | Hedwig Baer            | Hier wohnte Hedwig Baer Jg. 1865 Flucht in den Tod 21.4.1940                                                                              | 3. März 2007  | |           |
| Poststraße 1 ·               | Berta Baer             | Hier wohnte Berta Baer Jg. 1867 Flucht in den Tod 20.4.1940                                                                               | 3. März 2007  | |           |
| Richard-Kirchner-Straße 10 · | Cilly Neuwirth         | Hier wohnte Cilly Neuwirth Jg. 1911 'Polenaktion' 1938 Flucht 1939 England                                                                | 8. Juni 2022  | Bild gesucht Der Benutzer GeorgDerReisende ( Diskussion ) wünscht sich an dieser Stelle ein Bild vom Ort mit diesen Koordinaten 51.114196 9.111749 . Motiv: Richard-Kirchner-Straße 10: der Stolperstein für Cilly Neuwirth, die Lage und das Haus Falls du dabei helfen möchtest, erklärt die Anleitung , wie das geht. BW |           |
| Waisengasse 1 (Waisenhof) ·  | Ricka Höxter           | Hier wohnte Ricka Höxter Jg. 1884 deportiert 1941 Riga ermordet                                                                           | …             | |           |